# William Blumberg
William Blumberg (ur. 26 stycznia 1998 w Nowym Jorku) – amerykański tenisista, finalista juniorskiego French Open 2015 w grze podwójnej.

## Kariera tenisowa
W 2015 roku, startując w parze z Tommym Paulem, dotarł do finału juniorskiego turnieju French Open w grze podwójnej. W finale amerykańska para przegrała z deblem Álvaro López San Martín–Jaume Munar 4:6, 2:6.
W 2017 roku zadebiutował w imprezie wielkoszlemowej podczas turnieju US Open w grze podwójnej. W parze ze Spencerem Papą, odpadł w pierwszej rundzie.
W grze podwójnej zwyciężył w trzech turniejach rangi ATP Tour z sześciu rozegranych finałów.
W rankingu gry pojedynczej najwyżej był na 438. miejscu (7 stycznia 2019), a w klasyfikacji gry podwójnej na 74. pozycji (12 września 2022).

### Finały w turniejach ATP Tour
| Legenda                                      |
| -------------------------------------------- |
| Wielki Szlem                                 |
| Igrzyska olimpijskie                         |
| Tennis Masters Cup / ATP Finals              |
| ATP Masters Series / ATP Tour Masters 1000   |
| ATP International Series Gold / ATP Tour 500 |
| ATP International Series / ATP Tour 250      |

#### Gra podwójna (3–3)
| Końcowy wynik | Nr | Data            | Turniej   | Nawierzchnia  | Partner           | Przeciwnicy                       | Wynik finału   |
| ------------- | -- | --------------- | --------- | ------------- | ----------------- | --------------------------------- | -------------- |
| Zwycięzca     | 1. | 18 lipca 2021   | Newport   | Trawiasta     | Jack Sock         | Austin Krajicek Vasek Pospisil    | 6:2, 7:6(3)    |
| Zwycięzca     | 2. | 17 lipca 2022   | Newport   | Trawiasta     | Steve Johnson     | Raven Klaasen Marcelo Melo        | 6:4, 7:5       |
| Zwycięzca     | 3. | 6 sierpnia 2022 | Los Cabos | Twarda        | Miomir Kecmanović | Raven Klaasen Marcelo Melo        | 6:0, 6:1       |
| Finalista     | 1. | 23 lipca 2023   | Newport   | Trawiasta     | Max Purcell       | Nathaniel Lammons Jackson Withrow | 3:6, 7:5, 5–10 |
| Finalista     | 2. | 11 lutego 2024  | Dallas    | Twarda (hala) | Rinky Hijikata    | Max Purcell Jordan Thompson       | 4:6, 6:2, 8–10 |
| Finalista     | 3. | 7 kwietnia 2024 | Houston   | Ceglana       | John Peers        | Max Purcell Jordan Thompson       | 5:7, 1:6       |

### Finały juniorskich turniejów wielkoszlemowych

#### Gra podwójna (0–1)
| Końcowy wynik | Nr | Data           | Turniej            | Nawierzchnia | Partner    | Przeciwnicy                         | Wynik finału |
| ------------- | -- | -------------- | ------------------ | ------------ | ---------- | ----------------------------------- | ------------ |
| Finalista     | 1. | 6 czerwca 2015 | French Open, Paryż | Ceglana      | Tommy Paul | Álvaro López San Martín Jaume Munar | 4:6, 2:6     |